# Okręg Châtellerault
Okręg Châtellerault (fr. Arrondissement de Châtellerault) – okręg w zachodniej Francji. Populacja wynosi 112 tysięcy.

## Podział administracyjny
W skład okręgu wchodzą następujące kantony:
- Châtellerault-Nord,
- Châtellerault-Ouest,
- Châtellerault-Sud,
- Dangé-Saint-Romain,
- Lencloître,
- Loudun,
- Moncontour,
- Monts-sur-Guesnes,
- Pleumartin,
- Saint-Gervais-les-Trois-Clochers,
- Trois-Moutiers,
- Vouneuil-sur-Vienne.